# Werdenfels-Ticket

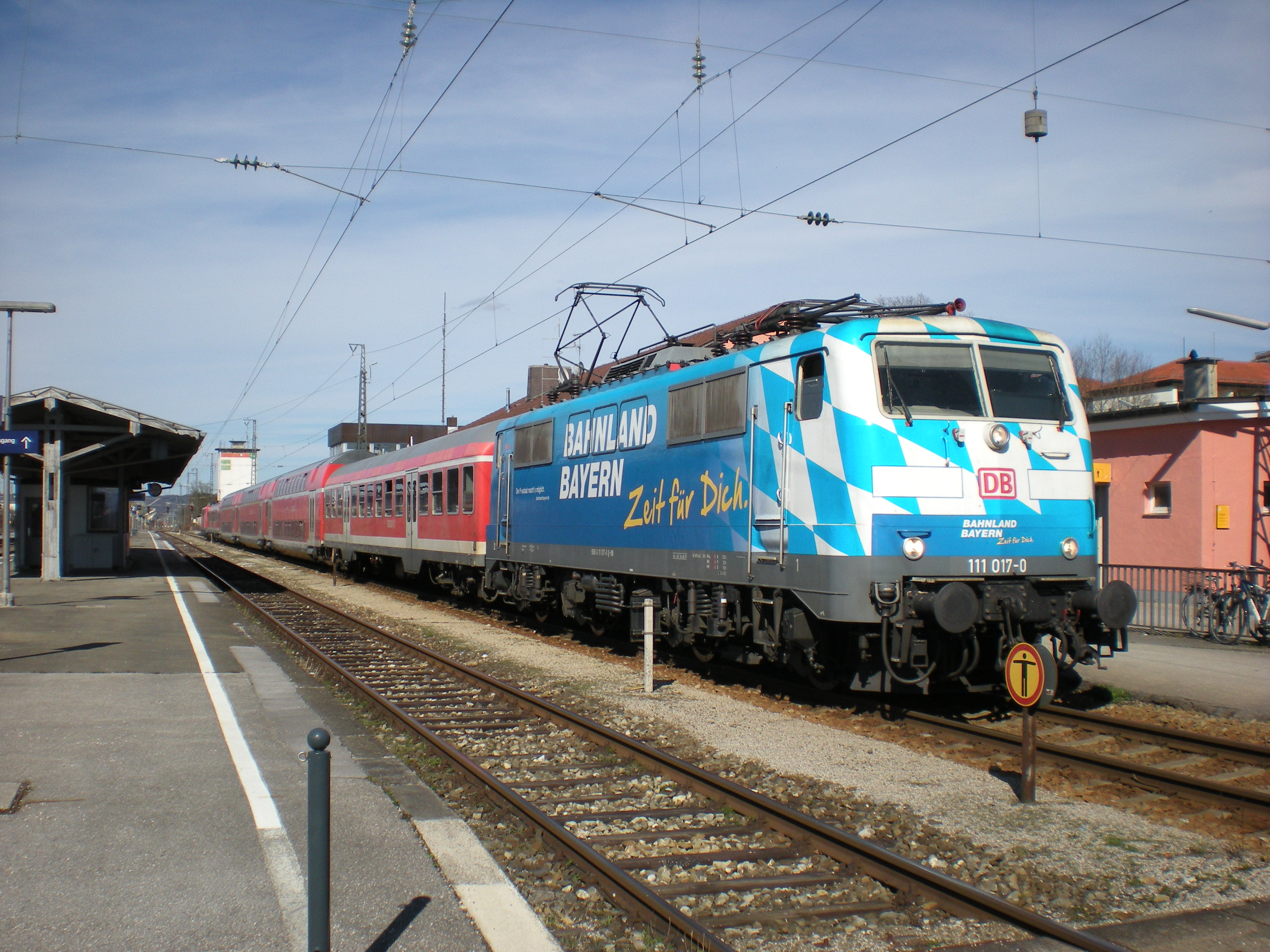
Regionális vonat a München–Garmisch-Partenkirchen-vasútvonalon, Weilheim állomáson

A Werdenfels-Ticket Németországban a Deutsche Bahn által kínált vasúti kedvezmény. Tulajdonosa egy napon keresztül korlátlanul veheti igénybe Bajorország déli részének teljes vasúthálózatán a regionális vonatokat, a müncheni S-Bahnt. Az alapjegy csak másodosztályra érvényes, korlátlan átszállással, hétfőtől péntekig reggel kilenctől másnap reggel hajnali háromig. ICE motorvonatok, egyéb pótjegyes vonatok és bizonyos autóbuszok nem vehetők igénybe. 2023-ban az ára jegyautomatából megvásárolva 24 euró, további személyek maximum öt főig, személyenként 9 euró felárért csatlakozhatnak (24 euró + 9 euró + 9 euró...).

## Érvényessége

### Vasút
A jegy az alábbi vasútvonalakon közlekedő regionális vonatokra érvényes:
- Müncheni S-Bahn összes vonala;
- Mittenwaldbahn Garmisch-Partenkirchen és Mittenwald közötti szakaszára (KBS 960);
- München–Garmisch-Partenkirchen-vasútvonal (KBS 960);
- Ammergau-vasútvonal (KBS 963);
- Tutzing–Kochel-vasútvonal (KBS 961);
- Außerfernbahn, Németországban Garmisch-Partenkirchen és Ehrwald között, továbbá az osztrák szakaszon Ehrwald és Pfronten-Ried között is, Reutteon keresztül (KBS 965/973)

### Autóbusz
A jegy az alábbi regionális autóbuszokra érvényes:
- 9600 Tutzing és Weilheim között;
- 9601 Weilheim és Murnau között;
- 9607 Murnau és Garmisch Partenkirchen között;
- 9608 Garmisch-Partenkirchen és Kochel között;
- 9612 Kochel és Bichl között;
- 9613 Penzberg és Kochel között;
- 9614 Tutzing és Penzberg között;
- 9615 Ortsverkehr Penzberg
- 9621 Murnau és Oberammergau között;
- 9591 Penzberg és Schönmühl között;
- 9606 Garmisch-Partenkirchen-Oberammergau-Echelsbacher Brücke között;
- 9611 Kochel és Murnau között;
- 9622 Oberammergau és Linderhof között;
- 9651 Weilheim és Echelsbacher Brücke között;
- 9654 Weilheim–Obersöchering-Penzberg között;
- 9655 Weilheim–Seeshaupt-Penzberg között;
- 9822 Schongau-Echelsbacher Brücke–Saulgrub között;

Nem érvényes a nem-regionális vonatokra, a müncheni villamosra, a metróra, a városi autóbuszokra és bizonyos távolsági autóbuszokra.